# Голобський район
Голобський район — адміністративно-територіальна одиниця УРСР з центром у смт Голоби, утворена 17 січня 1940 у складі Волинської області після приєднання Західної України до СРСР.

## Історія
Район утворено на підставі Указу Президії Верховної Ради УРСР «Про утворення районів у складі Волинської, Дрогобицької, Львівської, Ровенської, Станіславської і Тарнопольської областей УРСР» від 17 січня 1940 р.
29 червня 1941 р. райцентр Голоби окупували гітлерівці. Окупація тривала до 16 березня 1944 р. З 1 вересня 1941 р. і до вигнання нацистських загарбників район входив до Ковельської округи генеральної округи Волинь-Поділля райхскомісаріату Україна
21 січня 1959 року район ліквідовано, а його територію розподілено між Ковельським (Голобська селищна, Битеньська, Бруховичівська, Великопорська, Велицька, Майданська, Мельницька, Новомосирська, Поповичівська і Радошинська сільські ради) та Маневицьким (Углівська, Літогощинська і Підрізька сільські ради) районами. У квітні 1959 року Підрізьку сільську раду передано до Ковельського району.